# Bărzia, Montana
Bărzia (în bulgară Бързия) este un sat în comuna Berkovița, regiunea Montana,  Bulgaria. 

## Demografie
Componența etnică a satului Bărzia
     Bulgari (94,97%)
     Nicio identificare (4,49%)
     Altele (1,12%)
La recensământul din 2011, populația satului Bărzia era de 1.513 locuitori. Din punct de vedere etnic, majoritatea locuitorilor (94,97%) erau bulgari. Pentru 4,49% din locuitori nu este cunoscută apartenența etnică.